# Aino Havukainen
Aino-Maria Havukainen, född 15 december 1968 i Raumo i Finland, är en finländsk barnförfattare, illustratör och tecknare av animerad film.
Aino Havukainen tog examen som grafisk formgivare på Lahden Muotoiluinstituutti ("Lahtis Designskola") 1992 och blev frilansare 1996. 
Hon har tillsammans med sin man Sami Toivonen illustrerat serieböckerna om "Risto Rappare", som skrivits av bland andra systrarna Sinikka Nopola och Tiina Nopola.
Aino Havukainen och Sami Toivonen har tillsammans bland annat gjort barnböckerna om "Sixten & Blixten" sedan 2003, av vilka särskilt Det här är Finland från 2007 blivit uppskattad och fick Finlandiapriset för barn- och ungdomslitteratur 2007. 
Hon är gift med Sami Toivonen. De bor i barnboksförfattaren och serietecknaren Mauri Kunnas tidigare barndomshem och har två döttrar.